# Richard Leigh
Richard Leigh (16. august 1943 – 21. november 2007) var en amerikansk roman- og novelleforfatter senest bosiddende i England. Leigh blev kendt for at være forfatter til bogen Helligt blod, hellig gral (1982) i samarbejde med Michael Baigent og Henry Lincoln.
I februar 2006 sagsøgte han og Baigent forlaget Random House med påstanden om, at Dan Browns bog Da Vinci Mysteriet havde plagieret materiale fra Helligt blod, hellig gral. Sagen blev afvist af højesteretsdommer Peter Smith den 7. april 2006.